# Stefan Ruzowitzky
Stefan Ruzowitzky est un réalisateur et scénariste de cinéma autrichien. Il est né le 25 décembre 1961 à Vienne.
Pour devenir réalisateur, il étudia l'art dramatique, et l'histoire de l'art à l'université de Vienne. Après avoir réalisé quelques longs métrages, il se lance dans le film documentaire, mais aussi dans le clip vidéo pour N'Sync, Scorpions ou encore Die Prinzen, artiste national. Marié, il a deux filles. 

## Filmographie
- 1996 : Tempo (de)
- 1998 : Les Héritiers (Die Siebtelbauern)
- 2000 : Anatomie
- 2001 : Les Hommes de Sa Majesté (All the Queen's Men)
- 2003 : Anatomie 2
- 2007 : Les Faussaires (Die Fälscher)
- 2009 : Lili la petite sorcière, le Dragon et le Livre magique (Hexe Lilli: Der Drache und das magische Buch)
- 2012 : Cold Blood (Deadfall)
- 2017 : Cold Hell (Die Hölle)
- 2018 : Patient Zero
- 2020 : Narziss und Goldmund
- 2021 : Hinterland

## Récompenses
- 1997 : Au Emden International Film Festival, nommé pour Tempo
- 1997 : Au Festival Max Ophüls, Promotional Award pour Tempo
- 1998 : Au Festival Max Ophüls, nommé au Max Ophüls Award pour Die Siebtelbauern
- 1998 : Au Festival Max Ophüls, Prize of the Minister President of the State of Saarland pour Die Siebtelbauern
- 1998 : Au Emden International Film Festival, il obtient la troisième place pour Die Siebtelbauern
- 1998 : Au Flanders International Film Festival, Grand Prix pour Die Siebtelbauern
- 1998 : Au Ft. Lauderdale International Film Festival, Prix du Jury pour Die Siebtelbauern
- 1998 : Au Festival international de Valladolid, Tiger award pour Die Siebtelbauern
- 1998 : Au Festival international de Valladolid, Prix FIPRESCI pour Die Siebtelbauern
- 1998 : Au Festival international de Valladolid, Silver Spike pour Die Siebtelbauern
- 1998 : Au Festival international de Valladolid, nommé au Golden Spike pour Die Siebtelbauern
- 2000 : Au Fant-Asia Film Festival, meilleur film international pour Anatomie
- 2001 : Au Erich Neuberg Award, récompensé pour Die Siebte lbauern
- 2007 : A la Berlinale, nommé à l'Ours d'or pour Les Faussaires
- 2007 : Au German Film Awards, nommé pour son scénario de Les Faussaires
- 2007 : Les Faussaires est nommé pour l'Oscar du meilleur film en langue étrangère
- 2017 : Au Festival International du Film Policier de Beaune , Prix du jury pour Die Hölle